# Mubur
Mubur is een bestuurslaag in het regentschap Kepulauan Anambas van de provincie Riau-archipel, Indonesië. Mubur telt 1144 inwoners (volkstelling 2010).